# 平行文本
平行文本（英語：parallel text，又作平行語料）是与译文并行放置的文本。平行文本对齐 是指确定平行文本中原文和译文的对应句子。洛布古典丛书和克莱梵语丛书就是双语文本的两个例子。圣经参考书中可能会同时包含原文和译文或者多种译文，以便于比较和研究；俄利根的《圣经六国译文合璧》为旧约并排提供了六个版本。另外还要注意的一个最著名例子是罗塞塔石碑。
平行文本的大集合被称为平行语料库 （见语料库）。在句子层面对齐平行语料库是很多语言学研究领域的前提条件。
在翻译过程中，翻译人员可以对句子进行拆分、合并、删除、插入或重新排列。这使得对齐任务变得异常重要。

## 双语文本
在翻译研究领域，双语文本 是指由给定文本的源语言和目标语言版本组成的合并文档。
双语文本由一种称为对齐工具 或双语文本工具 的软件生成，这种软件可以自动对齐同一文本的原始版本和翻译版本。这种软件通常按句子对齐两个文本。双语文本的集合被称为双语文本数据库 或双语语料库 ，可以用搜索工具执行查询操作。

### 双语文本和翻译记忆库
双语文本 的概念与翻译记忆库的概念有一定的相似性。一般而言，两者的最大区别在于，翻译记忆库是一种数据库，里面存储的片段（匹配的句子）与原始上下文没有任何联系；原始的句子顺序是缺失的。而双语文本则保留了原始的句子顺序。但是，在一些翻译记忆库的实现方法中，是允许保留原始的句子顺序的，比如翻译记忆库交换格式 (TMX)（一种用于在不同计算机辅助翻译 (CAT) 程序之间交换翻译记忆库的标准 XML 格式）。
双语文本在设计上用于译员查询，而不是机器查询。因此，那些会导致翻译记忆库运行错误的轻微对齐错误或小差异并不是很重要。
哈里斯在其 1988 的一篇文章中也认为，双语文本代表了译员在大脑记忆库中存储源文本和目标文本的方式，但是这种假设并没有后续研究。

### 平行语料库
- The JRC-Acquis Multilingual Parallel Corpus of the total body of European Union (EU) law: Acquis Communautaire  with 231 language pairs.
- European Parliament Proceedings Parallel Corpus 1996-2011 （页面存档备份，存于）
- The Opus project aims at collecting freely available parallel corpora （页面存档备份，存于）